# Torre de Bujarcáiz
La Torre de Bujarcaiz está actualmente sumergida bajo las aguas del embalse del Tranco de Beas, en la cuenca alta del Guadalquivir y dentro del parque natural de las Sierras de Cazorla, Segura y Las Villas, en un enclave del término municipal de Hornos, dentro del de Santiago-Pontones, provincia de Jaén, España. El embalse ocupa la zona sur del valle que separa las sierras de Cazorla y Las Villas de la de Segura, recibiendo las aguas de los ríos Guadalquivir y Hornos. Data de la Baja Edad Media y de la época almohade.

## Descripción
Se ubica a unos 1500 m al Noreste del Castillo de Bujaraiza, y sólo es visible cuando la capacidad del embalse desciende hasta un nivel muy bajo. Debido a las características de su situación actual, esta torre no ha podido ser estudiada, por lo que se remite al análisis llevado a cabo por Juan Eslava Galán durante la sequía de 1984, durante la cual emergió por completo. 
Formaba parte del sistema de vigía de las defensas del castillo de Hornos, siendo una construcción de planta cuadrada y forma troncocónica. Se divide internamente en tres niveles cubiertos por vigas que apoyaban en los zócalos resultantes del estrechamiento de los muros. Los dos niveles inferiores se construyeron en calicanto, con abundante cal, mientras que el resto es de mampostería, muy erosionada por el efecto del oleaje. La puerta de acceso se sitúa en altura y en los dos pisos superiores se abren saeteras vaciadas hacia el interior.
Tipológicamente guarda una gran similitud con las Torres de Santa Catalina (Orcera), formando parte de un sistema integrado de defensa, de época almohade. Su función debió ser más de defensa y protección de los campesinos, que estrictamente de vigilancia.

## Historia
Las fuentes árabes citan un Bury al Qadi (Bujacardín) en donde, a mediados del siglo XII, ibn Hamusk construyó un gran pantano, aunque lo sitúa aguas abajo del Guadalquivir. En realidad, según la toponimia Bujarcaiz se refiere a una torre aislada.
La torre de Bujarcaiz debió ser conquistada por la Orden de Santiago y quedar adscrita a la Encomienda de Segura, pero se carece de cualquier tipo de datos que lo confirmen.